# Kathrin Haacker
Kathrin Haacker (ur. 3 kwietnia 1967 w Wismarze) – niemiecka wioślarka, dwukrotna medalistka olimpijska.

## Życiorys
Urodziła się w NRD i do zjednoczenia Niemiec startowała w barwach tego kraju. Oba medale zdobyła jako członkini ósemki. W Seulu sięgnęła po złoto, cztery lata później - już jako reprezentantka zjednoczonych Niemiec - zajęła trzecie miejsce. Brała udział w IO 96. Stawała na podium mistrzostw świata (złoto w dwójce bez stermika w 1989 oraz w ósemce w 1994).